# 豊田信用金庫

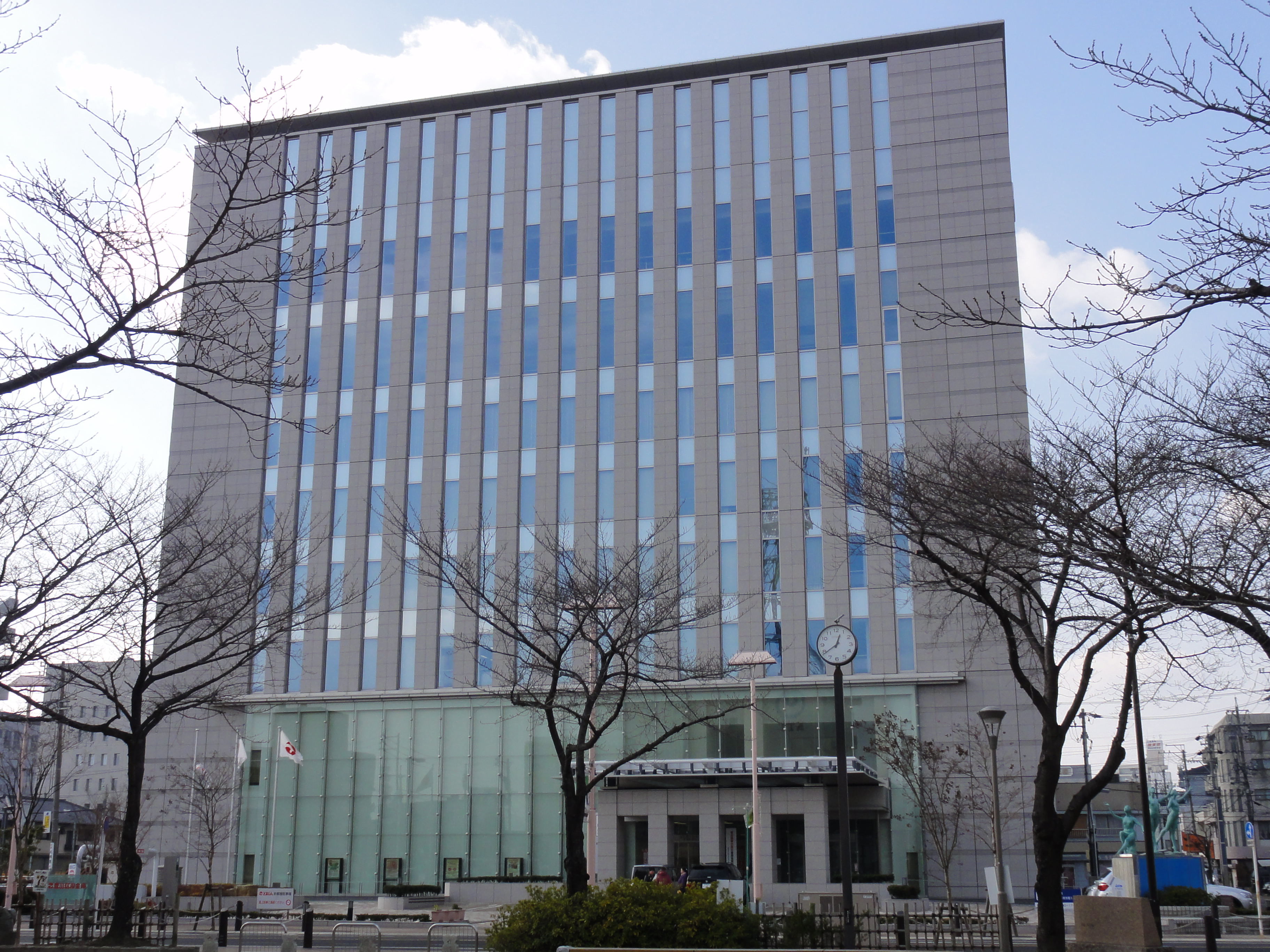
本店

豊田信用金庫（とよたしんようきんこ）は、愛知県豊田市に本店を置く信用金庫。略称は「とよしん」。マスコットキャラクターは「フェニころ」君。

## 概要
会長
　藤嶋伸一郎
理事長
大橋宏
預金高
1兆8,873円 （2025年3月末現在）
貸出金
9,546億円
店舗数
42店舗（とよしんインターネット支店含む）
営業地域
太字は店舗設置地区
- 名古屋市内
  - 昭和区・千種区・瑞穂区・南区・緑区・天白区・名東区・中区・守山区・東区・熱田区・中村区・中川区
- 愛知県各市
  - 尾張地区
    - 豊明市・瀬戸市・尾張旭市・大府市・春日井市・日進市・長久手市

  - 三河地区
    - 豊田市・岡崎市・刈谷市・安城市・知立市・西尾市・みよし市
- 愛知県各町村
  - 愛知郡東郷町・北設楽郡設楽町
- 岐阜県・長野県
  - 岐阜県恵那市（上矢作町・串原）・長野県下伊那郡根羽村

## 関連会社
- とよしんリース株式会社

## 沿革
- 1949年（昭和24年）12月19日 - 加茂信用組合として西加茂郡挙母町（現・豊田市）に設立。
- 1951年（昭和26年）12月 - 信用金庫に転換、加茂信用金庫に改組。
- 1966年（昭和41年）9月 - 豊田信用金庫に名称変更。
- 2020年（令和2年）1月27日 - この日から磁気の影響を受けにくい新しい通帳（Hi-Co通帳）を取扱開始した(Hi-Co通帳に対応していない信用金庫ATMではHi-Co通帳は使えない。)[1]。